# Archipiélago das Graças
Archipiélago das Graças (en portugués: Arquipélago das Graças) es el nombre que recibe un grupo de islas que se encuentra en la bahía de Babitonga en la costa brasileña. Este archipiélago está situado cerca de las dos ciudades de Joinville y la isla de Sao Francisco do Sul.
El archipiélago administrativamente depende del estado de Santa Catarina, al sur de Brasil. Contiene un conjunto de 24 islas, que se enumeran a continuación:
- Isla Alvarenga (Ilha Alvarenga)
- Isla Araújos de Adentro (Ilha dos Araújos de Dentro)
- Isla Araújos de Afuera (Ilha dos Araújos de Fora)
- Isla Araújos del Medio (Ilha dos Araújos do Meio)
- Isla Baiacú (Ilha do Baiacú)
- Isla Chico Pedro (Ilha do Chico Pedro)
- Isla de Las Claras (Ilha das Claras)
- Isla Corisco (Ilha do Corisco)
- Isla Ferreira (Ilha do Ferreira)
- Isla Flores (Ilha das Flores)
- Isla Grande (Ilha Grande)
- Isla Guaraqueçaba (Ilha Guaraqueçaba)
- Isla Itaguazú (Ilha Itaguaçu)
- Isla Herederos (Ilha dos Herdeiros)
- Isla Mandijituba (Ilha Mandigituba)
- Isla Maracuyá (Ilha do Maracujá)
- Isla Mel (Ilha do Mel)
- Isla Murta (Ilha da Murta)
- Isla Los Negros (Ilha dos Negros)
- Isla Perbambuco (Ilha do Pernambuco)
- Isla Quemadas (Ilha Queimadas)
- Isla Quiriri (Ilha do Quiriri)
- Isla Redonda (Ilha Redonda)
- Isla Rita (Ilha da Rita)